# 小行星133293
小行星133293（133293 Andrushivka）是一颗绕太阳运转的小行星，为主小行星带小行星。该小行星于2003年9月20日发现。
該小行星以烏克蘭日托米爾州的安德魯希夫卡天文台命名。

## 轨道参数
小行星133293的轨道半长轴为465 046 111 km，3.1085970 UA，离心率为0.124。